# The Blueprint
The Blueprint er et album fra 2001 af rapperen Jay-Z. Blueprint blev efter sigende lavet på 2 dage, da Jay-Z skulle bruge sin tid i retten. Dette kan høres på albummet, der er meget personligt, Jay-Z forsvarer angreb fra bl.a. Nas & Mobb Deep.
Albummet har sammen med Reasonable Doubt modtaget de bedste anmeldelser i Jay-Zs karriere.

## Nummerliste
1. "The Ruler's Back"
2. "Takeover"
3. "Izzo (H.O.V.A.)"
4. "Girls, Girls, Girls"
5. "Jigga That Nigga"
6. "U Don't Know"
7. "Hola' Hovito"
8. "Heart of the City (Ain't No Love)"
9. "Never Change"
10. "Song Cry"
11. "All I Need"
12. "Renegade" (featuring Eminem)
13. "Blueprint (Momma Loves Me)"